# L'Homme et son devenir selon le Vêdânta
L'Homme et son devenir selon le Vêdânta est un livre de René Guénon paru en 1925. Guénon décrit une partie de la doctrine du Vêdânta selon la formulation d'Adi Shankara  se concentrant sur l'être humain : sa constitution, ses états, son avenir posthume.

## Contenu du livre

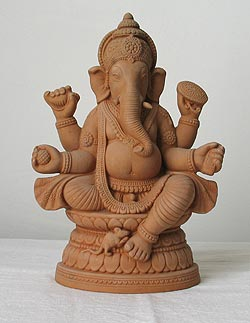
Ganêsha : « Dans la tradition hindoue [il] représente la connaissance ». Il est associé à Buddhi, l'intellect supérieur, dans certains textes hindous comme les Ganesha Purana et Ganesha Sahasranama. Guénon consacra le chapitre VII de L'Homme et son devenir selon le Vêdânta à Buddhi. Ganêsha apparut en couverture de plusieurs livres de Guénon car il symbolise Buddhi, « l'intellect transcendant » aussi appelé « l'intuition intellectuelle », c'est-à-dire la connaissance supra-rationnelle ; intemporelle et au-delà de la dualité sujet objet.

Dans L'Homme et son devenir selon le Vêdânta, Guénon part de la distinction fondamentale entre le « Soi » et le « moi ». Le « Soi » est l'essence, le « Principe » transcendant de l'être, l'être humain par exemple,, :
« 
Le « Soi », en tant que tel, n'est jamais individualisé  et ne peut pas l’être, car, devant être toujours envisagé sous l’aspect de l’éternité et de l’immutabilité qui sont les attributs nécessaires de l’Être pur, il n’est évidemment susceptible d’aucune particularisation, qui le ferait être « autre que soi-même »  […] Le « Soi », considéré par rapport à un être comme nous venons de le faire, est proprement la personnalité […] en sanskrit Âtmâ […] Âtmâ pénètre toutes choses, qui sont comme ses modifications accidentelles […] Le « Soi », même pour un être quelconque, est identique en réalité à Âtmâ, puisqu’il est essentiellement au-delà de toute distinction et de toute particularisation  […] seul Âtmâ est l’être véritable, parce  que [lui seul] est […] permanent et inconditionné, et qu’il n’y a que cela qui puisse être considéré comme absolument réel. Tout le reste, sans doute, est réel aussi, mais seulement d’une façon relative, en raison de sa dépendance à l’égard du principe.
 »
Il précise que la « Personnalité » relève de l'ordre des principes universels : la métaphysique pure a pour domaine l'« Universel », qui est sans commune mesure avec le domaine du général et de ce qui est désigné par le terme de catégories en philosophie. Dans l'histoire de la pensée occidentale, seuls les transcendantaux de la théologie scolastique relèvent de l'« Universel ».  Le « Soi » contient tous les états de manifestation mais aussi tous les états de non manifestation,. Si on ne considère le « Soi » que comme le principe des états manifestés seulement, il s'identifie à Ishvara, la notion la plus proche du Dieu créateur dans les doctrines hindoues, d'après lui,. Tous les états manifestés représentent la « manifestation », ou l'« Existence universelle », où tout est lié. Rien ne peut fondamentalement être isolé du reste de la manifestation : il y a unicité de l'« Existence »,. De même que le principe de la manifestation, l'« Être »(Sat, ou Ishvara si envisagé sous une forme personnalisée), est « Un »,.

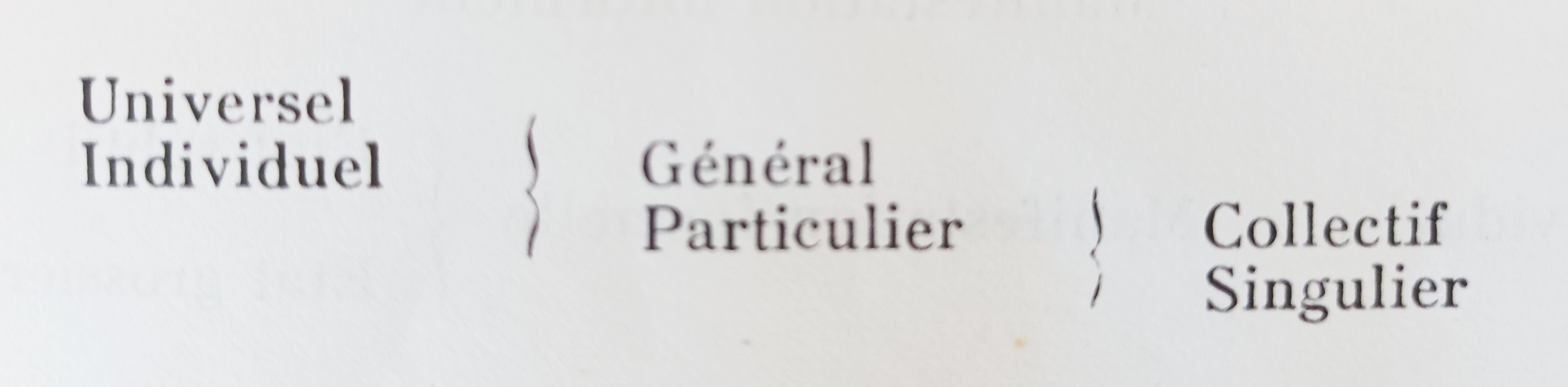
Pour Guénon, le domaine de l'« Universel » dépasse infiniment le domaine de l'individuel. Ce dernier contient le domaine du général, le collectif n'est que du particulier.

Il expose ensuite le but de l'existence humaine : la réalisation de l’identité avec le « Soi » comprise comme l'essence véritable de l'être humain : « Le « Soi », comme nous l’avons vu dans ce qui précède, ne doit pas être distingué d’Âtmâ  […] : c’est ce que nous pouvons appeler l’« Identité Suprême », d’une expression empruntée à l’ésotérisme islamique, dont la doctrine, sur ce point comme sur bien d’autres, et malgré de grandes différences dans la forme, est au fond la même que celle de la tradition hindoue. La réalisation de cette identité s’opère par le Yoga, c’est-à-dire l’union intime et essentielle de l’être avec le Principe Divin ou, si l’on préfère, avec l’Universel ; le sens propre de ce mot Yoga, en effet, est « union » et rien d’autre ». Il ajoute que le « Soi » réside dans le centre vital de l'être humain symbolisé par le cœur. D'après Guénon, selon toutes les traditions spirituelles, le cœur est « le siège de l'Intelligence » comprise comme la connaissance supra-rationnelle, la  seule forme de connaissance permettant  l’« Identité Suprême »,. Cette connaissance supra-rationnelle (et surtout pas irrationnelle) est Buddhi, l'intellect supérieur, introduit par Guénon au chapitre VII de son livre.  De son côté, le cerveau est l'instrument du mental, en particulier de la pensée rationnelle, connaissance indirecte,. C'est Buddhi, qui réside au cœur de chaque être, qui assure l'unification entre tous les états de l'existence et l'unicité de l'«  Existence »,.  
Il ne prétend pas décrire toute la doctrine du Vêdânta, se concentrant sur l'être humain : sa constitution, ses états, son avenir posthume. Le « Soi » (Âtmâ) demeure, en lui-même, inconditionné mais relativement à l'être humain se retrouve dans différentes conditions : l'état de veille correspond à la manifestation grossière ou corporelle, l'état de rêve correspond à la manifestation subtile ou psychique, l'état de sommeil profond correspond à la manifestation informelle ou spirituelle (liée à Buddhi au-delà du mental),. Il existe un quatrième état, le plus grand, correspondant à l'état inconditionné d'Âtmâ au-delà de l’« Être » contenant les possibilités  de la non-manifestation et le principe ultime infini, Brahma (au-delà même d'Ishvara). Cet état est atteint lors de la délivrance. Le Yogi « délivré » est appelé jîvan-mukta qui est désigné sous le nom de « l'Homme universel » dans le soufisme,,.    

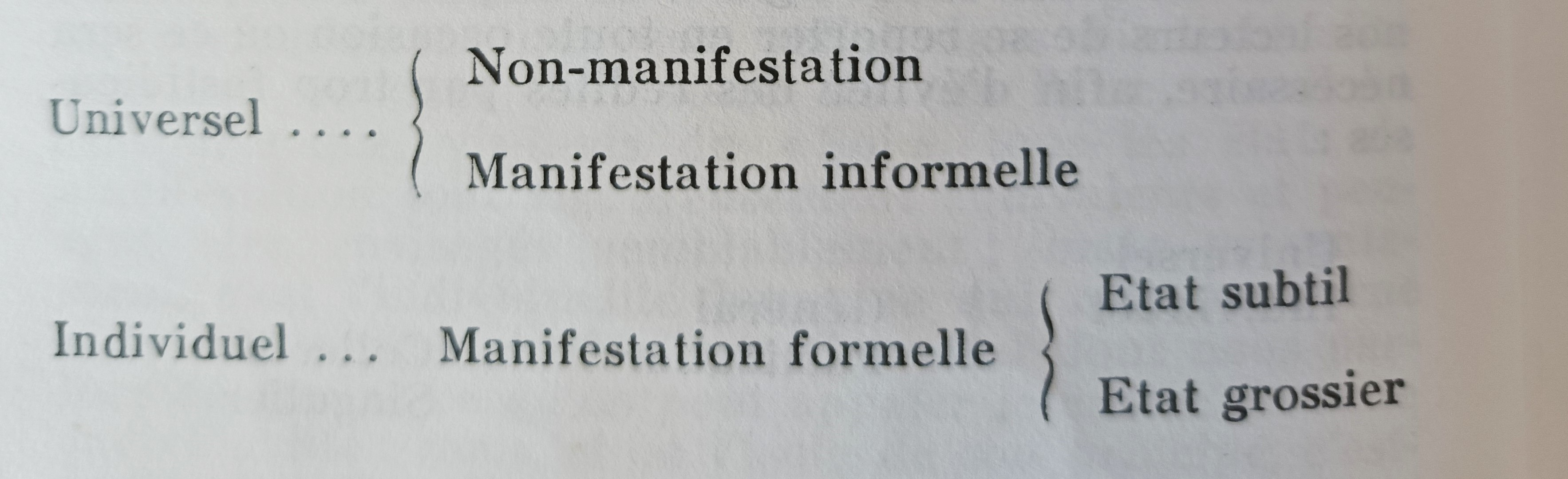
Pour Guénon, les états grossier (corporel) et subtil (psychique) relèvent de la manifestation formelle et donc de l'individualité. La manifestation informelle (domaine du spirituel) relève, au contraire, de l'« Universel » qui comprend aussi tout ce qui relève de la non-manifestation. D'après lui, les transcendantaux de la théologie scolastique relèvent de l'« Universel » mais uniquement de la partie correspondant à la manifestation, la scolastique se limitant à l'ontologie (science de l'être). La métaphysique pure inclut le non manifesté, qui est le domaine le plus important surtout en ce qu'il contient l'inexprimable

Le livre contient de nombreuses citations de Shankara et quelques parallèles avec la Kabbale juive et le christianisme. L'ouvrage répond aux attentes de ses lecteurs qui en comprennent l'importance. Comme le résume Paul Chacornac :
« 
Pour la première fois en Occident, et depuis le XIVe siècle, était exposé en langage clair, et dégagé de tout symbolisme, la doctrine de l'Identité suprême et son corollaire logique : la possibilité pour l'être qui est actuellement dans l'état humain d'atteindre, dès cette vie, la délivrance, l'état inconditionné où cesse toute séparativité et tout risque de retour à l'existence manifestée. 
 »
La rigueur et qualité de l'exposé renvoient à la qualité du maître hindou que Guénon avait rencontré pendant la période 1905-1909 et dont il ne souffle mot dans son livre : certains supposèrent qu'il avait dû étudier les textes cités directement avec ces hindous,. Le livre fut très bien accueilli et fit l'objet de nombreux comptes rendus élogieux dans la presse de droite comme de gauche, parfois dans des journaux à très grand tirage , même si Guénon les jugea parfois « superficiels ». Il fut présenté comme « notre seul métaphysicien indianiste », et le livre comme faisant « date dans notre connaissance de l'Orient  ». Paul Claudel s'exprima sur le livre le plaçant à côté de ceux de Sylvain Lévi et René Grousset et l'islamologue Louis Massignon souhaita rencontrer Guénon : la rencontre eut lieu cette année-là.   
Paul Chacornac cite une lettre de Roger de Pasquier : « ce n'est qu'en 1949, lors d'un séjour à Bénarès, que j'ai eu connaissance de l'œuvre de René Guénon. Sa  lecture m'avait été recommandée par Alain Danielou  [qui vivait alors en Inde dans l'entourage du Swami Karpatri, un maître de l'Advaïta Vêdânta], lequel avait soumis les ouvrages de Guénon à des pandits orthodoxes. Le verdict de ceux-ci fut net : de tous les Occidentaux qui se sont occupés des doctrines hindoues, seul Guénon, dirent-ils, en avait vraiment compris le sens».
La publication de ce livre ainsi que des ouvrages de Romain Rolland sur l'Inde à la même époque firent connaître Adi Shankara et l'advaita Vêdânta en Europe et particulièrement en France, pour la première fois en dehors des milieux spécialisés : Jean Herbert expliqua, en effet, que la connaissance de l'Inde jusqu'en 1920 se limitait aux « déformations  »  de la société théosophique et aux travaux des orientalistes. Il déclara ce sont « ces deux hommes de génie » (Guénon et Rolland) qui permirent de sortir de cette impasse et  firent connaître « l'esprit de l'Inde » et l'advaita Vêdânta aux Français entre 1920 et 1925 
par des voies en apparence contradictoires.
L'universitaire Michel Hulin, spécialiste de la philosophie indienne, écrit en 2001 que L'Homme et son devenir selon le Vedânta reste l'« une des interprétations les plus rigoureuses et profondes de la doctrine shankarienne ».

### Ouvrages au sujet de René Guénon
- Abd Ar-Razzâq Yahyâ (Ch.-A. Gilis) : Tawhîd et Ikhlâs, Aspects ésotériques, Le Turban noir, 2006, Paris.
- Accart, Xavier : L'Ermite de Duqqi, Archè.  (ISBN 88-7252-227-7). (Notes.)
- Xavier Accart, René Guénon ou le renversement des clartés : Influence d'un métaphysicien sur la vie littéraire et intellectuelle française (1920-1970), Paris, Archè EDIDIT, 2005, 1222 p. (ISBN 978-2-912770-03-5)Préface d'Antoine Compagnon
- Barazzetti, Enrico : L'espace symbolique. Développements du symbolisme mathématique des états multiples de l'être, Archè, Milano, 1997.
- Batache, Eddy : Surréalisme et Tradition, Éditions traditionnelles. Sans ISBN.
- David Bisson, René Guénon, une politique de l'esprit, Paris, Pierre-Guillaume de Roux, 2013, 528 p. (ISBN 978-2-36371-058-1)
- Paul Chacornac, La Vie simple de René Guénon : Illustrations de Pierre Chaux, Paris, Les Editions Traditionnelles, 2000, 130 p. (ISBN 2-7138-0028-5)
- David Gattegno, Guénon : qui suis-je?, Puiseaux (France), Pardès, 2001, 128 p. (ISBN 2-86714-238-5)
- Geay, Patrick : Hermès Trahi : Impostures philosophiques et néo-spiritualisme d'après l'œuvre de René Guénon Dervy.  (ISBN 2-85076-816-2).
- Geay, Patrick : Mystères et significations du Temple maçonnique, Dervy, Paris, 2000.  (ISBN 2-84454-056-2). (Notes.)
- Charles-André Gilis, Introduction à l'enseignement et au mystère de René Guénon, Paris, Les Éditions de l'Œuvre, 1999, 144 p. (ISBN 2-904011-03-X)
- Gilis, Charles-André : Introduction à l'enseignement et au mystère de René Guénon, Les Éditions de l'Œuvre, Paris.  (ISBN 2-904011-03-X).
- Gilis, Charles-André : Les Sept Étendards du Califat, Éditions traditionnelles.  (ISBN 2-7138-0141-9).
- Gilis, Charles-André : René Guénon et l'avènement du troisième Sceau. Éditions Traditionnelles, Paris.  (ISBN 2-7138-0133-8).
- Grison, Pierre et Jean-Louis, Deux aspects de l’œuvre de René Guénon. France Asie, Saïgon, 1953.
- Grossato, Alessandro : Psychologie (attribué à René Guénon), Archè.  (ISBN 88-7252-231-5). (Notes.)
- Hapel, Bruno : René Guénon et l'Archéomètre, Guy Trédaniel, Paris.  (ISBN 2-85707-842-0).
- Hapel, Bruno : René Guénon et l'esprit de l'Inde, Guy Trédaniel, Paris.  (ISBN 2-85707-990-7).
- Bruno Hapel, René Guénon et le Roi du Monde, Paris, Guy Trédaniel, 2001, 258 p. (ISBN 2-84445-244-2)
- Jean-François Houberdon, La doctrine islamique des états multiples de l'être : dans les haltes spirituelles de l'émir 'Abd al-Qâdir, Paris, Editions Albouraq, 2017, 291 p. (ISBN 979-10-225-0153-8)
- Marie-France James, Ésotérisme et christianisme : autour de René Guénon, Paris, Nouvelles Éditions Latines, 1981, 476 p. (ISBN 2-7233-0146-X)
- Jean-Pierre Laurant, Le sens caché dans l'œuvre de René Guénon, Lausanne, Suisse, L'âge d'Homme, 1975, 282 p. (ISBN 2-8251-3102-4)
- Jean-Pierre Laurant, L'Ésotérisme, Paris, Les Éditions du Cerf, 1993, 128 p. (ISBN 2-7621-1534-5)
- Jean-Pierre Laurant, René Guénon, les enjeux d'une lecture, Paris, Dervy, 2006, 400 p. (ISBN 2-84454-423-1)
- Abdel-Halim Mahmoud, René Guénon, Un soufi d'Occident, Paris, AlBouraq, 2007, 182 p. (ISBN 978-2-84161-339-7 et 2-84161-339-9)
- Maxence, Jean-Luc : René Guénon, le Philosophe invisible, Presses de la Renaissance, Paris.  (ISBN 2-85616-812-4). (Notes.)
- Mercier, Raymond : Clartés Métaphysiques, Éditions Traditionnelles, Paris. Sans ISBN.
- Montaigu, Henry : René Guénon ou la mise en demeure. La Place Royale, Gaillac (France).  (ISBN 2-906043-00-1).
- Nutrizio, Pietro (e altri) : René Guénon e l'Occidente, Luni Editrice, Milano/Trento, 1999.
- Prévost, Pierre : Georges Bataille et René Guénon, Jean Michel Place, Paris.  (ISBN 2-85893-156-9).
- Reyor, Jean : Études et recherches traditionnelles, Éditions Traditionnelles, Paris.  (ISBN 2-7138-0134-6).
- Reyor, Jean : Quelques souvenirs sur René Guénon et les Études traditionnelles, « Dossier confidentiel inédit ».
- Reyor, Jean : Sur la route des Maîtres maçons, Éditions Traditionnelles, Paris. Sans ISBN.
- Patrick Ringgenberg, Diversité et unité des religions chez René Guénon et Frithjof Schuon, Paris, Ed. L'Harmattan, 2010, 384 p. (ISBN 978-2-296-12762-3, lire en ligne)
- Jean Robin, René Guénon,  témoin de la Tradition, Paris, Guy Trédaniel Éditeur, 1978, 348 p. (ISBN 2-85707-026-8)
- Sablé, Éric, René Guénon, Le visage de l'éternité, Éditions Points, 2013,  (ISBN 978-2-7578-2857-1).
- Sedgwick, Mark J. : Contre le monde moderne, Paris, Ed. Dervy, 2008, 396 p.
- Paul Sérant, René Guénon, Paris, Le Courrier du livre, 1977, 232 p. (ISBN 2-7029-0050-X)
- Tamas, Mircea A : René Guénon et le Centre du Monde, Rose-Cross Books, Toronto, 2007,  (ISBN 978-0-9731191-7-6)
- Tourniac, Jean : Melkitsedeq ou la tradition primordiale, Albin Michel, Paris.  (ISBN 2-226-01769-0).
- Tourniac, Jean : Présence de René Guénon, t. 1 : L'œuvre et l'univers rituel, Soleil Natal, Étampes (France).  (ISBN 2-905270-58-6).
- Tourniac, Jean : Présence de René Guénon, t. 2 : La Maçonnerie templière et le message traditionnel, Soleil Natal, Étampes (France).  (ISBN 2-905270-59-4).
- Jean Ursin, René Guénon, Approche d'un homme complexe, Paris, Editions Ivoire-Clair, 2005, 127 p. (ISBN 2-913882-31-5)
- Michel Vâlsan, L'Islam et la fonction de René Guénon, Paris, Publié dans les Études traditionnelles en Janvier-Février 1953 et devenu depuis le chapitre II de L'Islam et la Fonction de René Guénon, 1984-ii(lire en PDF sur le site de Science sacrée)
- Vâlsan, Michel : La fonction de René Guénon et le sort de l'Occident(lire en PDF sur le site de Science sacrée), Études traditionnelles, Paris, 1951
- Vâlsan, Michel : L'Islam et la fonction de René Guénon, Science sacrée, 2016  (ISBN 9782915059113)
- Michel Vâlsan, Références islamiques du « symbolisme de la croix », Paris, Publié dans les Études traditionnelles en 1971 et devenu depuis le chapitre V de L'Islam et la Fonction de René Guénon, 1984-v(lire en PDF sur le site de Science sacrée)
- Jean-Marc Vivenza, Le Dictionnaire de René Guénon, Grenoble, Le Mercure Dauphinois, 2002, 568 p. (ISBN 2-913826-17-2)
- Jean-Marc Vivenza, La Métaphysique de René Guénon, Grenoble, Le Mercure Dauphinois, 2004, 176 p. (ISBN 2-913826-42-3)
- Vivenza, Jean-Marc : René Guénon et le Rite Écossais Rectifié, Les Éditions du Simorgh, 2007.  (ISBN 2-915769-03-6).
- Vivenza, Jean-Marc : René Guénon et la Tradition primordiale, Les Éditions du Simorgh, 2012. (ISBN 2-915769-18-4).